# کنار جاده‌ی بنفش کودکی‌ام را دیدم
کنار جادهٔ بنفش، کودکی‌ام را دیدم چهارمین مجموعه شعر شهاب مقربین است که بین سال‌های ۱۳۷۱ تا ۱۳۸۰ سروده شده و توسط نشر آهنگ دیگر روانه بازار شده‌است.چاپ سوم این اثر سال ۱۳۹۰ منتشر شده‌است. کنار جادهٔ بنفش، کودکی‌ام را دیدم پاره روایت‌هایی از روزمرگی‌ها که با لحن حزن‌انگیزی بیان می‌شود، شعری ساده و بی‌تکلف که با انگاره‌های عینیت‌مند حادث می‌شود و شاعر با تقابل‌های پارادوکسی «بودن و نبودن» و «هستی و نیستی»، «حضور و غایب» و «معنا و فرم» به شایستگی از متن استفاده می‌کند. شاخصه‌های سوررئالیسم در شعر مقربین بسیار برجسته‌اند. فراروی از فراسوهای واقعیت، گاهی شعر او را به مرز رؤیا می‌رساند.

## جایزه
این کتاب برگزیده جایزه شعر امروز ایران موسوم به جایزه شعر کارنامه شد. هیئت داوران چهارمین دوره جایزه شعر امروز ایران، از میان ۱۲۳ مجموعه شعر منتشر شده در سال ۱۳۸۲ سه مجموعه رامش سروده شهین خسروی‌نژاد، شعبده‌باز سروده حسین مزاجی و کنار جاده بنفش کودکی‌ام را دیدم سروده شهاب مقربین را به عنوان آثار برگزیده خود اعلام کرد. چاپ سوم این اثر اوائل دهه نود منتشر شد.

## نمونه شعر
باغ را از یاد برده بودم
و نیمکت را
آن جا کلاهم جا مانده بود
بوی برگ‌های پوسیده بیدارم کرد
پس به بعد از ظهرِ پاییز پانزده سال پیش رفتم
برگ‌ها می‌چرخیدند و روی نیمکت می‌نشستند
کلاهم نبود
اما دوباره او را که لبخند می‌زد دیدم
این بار می‌توانستم جبران کنم
فرصتی را که از دست رفته بود
این بار می‌توانستم…
تردید لعنتی
خزه‌ها بر آب حوض شناور بودند
کنار جادهٔ بنفش کودکی‌ام را دیدم